# چنگ رومی
چنگ رومی، شلیاق یا لیر (به انگلیسی: Lyre) یک ساز زهی است که در باستان کاربرد بسیار داشته‌است. به یونانی آن را "λύρα" (لیرا) می‌خوانند خاستگاه آن به سومر در عراق کنونی بازمی‌گردد. در افسانه‌های یونان خالق آن هرمس شناخته می‌شود و افسانه‌های زیادی در رابطه این چنگ و چنگ‌زن معروف یونان باستان به نام اروفئوس وجود دارد.
نام صورت فلکی شلیاق از این ساز گرفته شده‌است.